# Push It to the Limit (canción de Corbin Bleu)

## Información
"Push It To The Limit" es una canción de R&B/Dance cantada por Corbin Bleu, un joven cantante-actor estadounidense muy asociado a la compañía de Walt Disney y a sus proyectos. Estrenada el 25 de noviembre de 2006, fue la canción descargada número uno en iTunes Music Store durante la primera semana de enero.

## Marketing
Fue creada para promover la película de Disney, Jump In! (estrenada el 12 de enero de 2006). "Push It To The Limit" se estrenó en Disney en Thanksgiving Day y en Radio Disney el sábado siguiente. Esta canción está en Jump In Soundtrack (banda sonora de la película Jump In!) y en Another Side (álbum de Corbin Bleu).

## Video
En el vídeo aparece Corbin Bleu junto a otros cuatro chicos bailando en el gimnasio de una escuela secundaria. También, sale Bleu con el pelo recogido junto a un grupo de chicas. Según el fanclub de Bleu, una de las chicas es la cantante adolescente Nicky, actual novia de este. Aparecen pequeños trozos de la película Jump In!.

## Posiciones
- Billboard Hot 100 #14

- Datos: Q3048690